# Siegfried Voglreiter
Siegfried Voglreiter (22 dicembre 1969) è un ex sciatore alpino austriaco.

## Biografia
Specialista delle prove tecniche originario di Piesendorf, Voglreiter ottenne il primo risultato di rilievo in Coppa del Mondo il 23 marzo 1992 a Crans-Montana in slalom speciale (18º); il 29 gennaio 1995 conquistò l'ultimo podio in Coppa Europa, a Bischofswiesen in slalom gigante (2º), e il 5 gennaio 1997 ottenne l'unico podio in Coppa del Mondo, a Kranjska Gora nella medesima specialità, piazzandosi 2º alle spalle del fuoriclasse svizzero Michael von Grünigen. Nello stesso anno partecipò ai Mondiali di Sestriere 1997, sua unica presenza iridata, dove concluse 5º nello slalom speciale e non completò lo slalom gigante; prese per l'ultima volta il via in Coppa del Mondo il 14 marzo 1999 in Sierra Nevada in slalom gigante (13º) e si ritirò all'inizio della stagione 1999-2000: la sua ultima gara fu uno slalom speciale FIS disputato il 23 dicembre ad Akanko Onsen.

## Palmarès

### Coppa del Mondo
- Miglior piazzamento in classifica generale: 23º nel 1997
- 1 podio (in slalom gigante):
  - 1 secondo posto

### Coppa Europa
- Miglior piazzamento in classifica generale: 9º nel 1993
- 1 podio (dati dalla stagione 1994-1995):
  - 1 secondo posto

### Nor-Am Cup
- 1 podio (dati dalla stagione 1994-1995):
  - 1 vittoria

#### Nor-Am Cup - vittorie
| Data             | Località    | Paese       | Specialità |
| ---------------- | ----------- | ----------- | ---------- |
| 1º dicembre 1995 | Winter Park | Stati Uniti | SL         |

Legenda:

SL = slalom speciale

### Far East Cup
- 1 podio (dati dalla stagione 1994-1995):
  - 1 secondo posto

### Campionati austriaci
- 7 medaglie[1]:
  - 1 oro (slalom speciale nel 1994)
  - 2 argenti (slalom speciale nel 1992; slalom gigante nel 1994)
  - 4 bronzi (slalom speciale nel 1991; slalom gigante nel 1992; slalom gigante nel 1993; slalom speciale nel 1995)